# Martin Russell Thayer

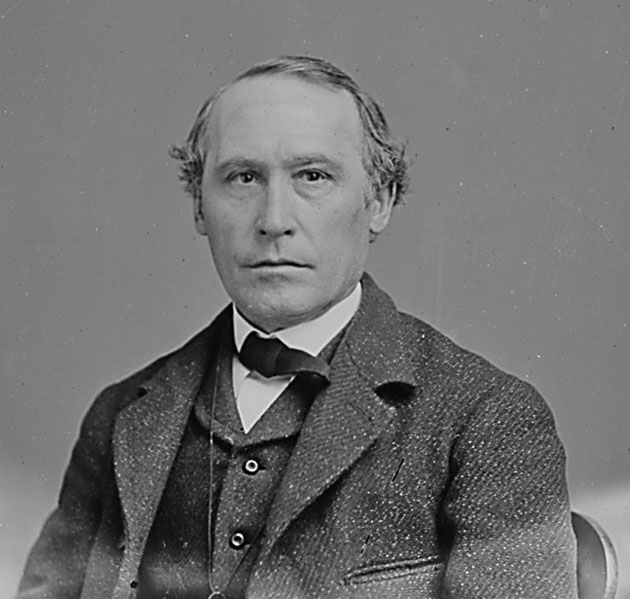
Martin Russell Thayer

Martin Russell Thayer (* 27. Januar 1819 im Dinwiddie County, Virginia; † 14. Oktober 1906 in Philadelphia, Pennsylvania) war ein US-amerikanischer Politiker. Zwischen 1863 und 1867 vertrat er den Bundesstaat Pennsylvania im US-Repräsentantenhaus.

## Werdegang
Martin Thayer war ein Cousin von Sylvanus Thayer (1785–1872), der zwischen 1817 und 1833 die United States Military Academy in West Point leitete. Er besuchte das Mount Pleasant Classical Institute in Amherst (Massachusetts) und das dortige Amherst College. Im Jahr 1837 zog er mit seinem Vater nach Philadelphia, wo er bis 1840 an der University of Pennsylvania studierte. Nach einem anschließenden Jurastudium und seiner 1842 erfolgten Zulassung als Rechtsanwalt begann er in Philadelphia in diesem Beruf zu arbeiten. Später schlug er als Mitglied der im Jahr 1854 gegründeten Republikanischen Partei eine politische Laufbahn ein. Im Jahr 1862 war er mit der Überarbeitung der Steuergesetze des Staates Pennsylvania beauftragt.
Bei den Kongresswahlen des Jahres 1862 wurde Thayer im fünften Wahlbezirk von Pennsylvania in das US-Repräsentantenhaus in Washington, D.C. gewählt, wo er am 4. März 1863 die Nachfolge von William Morris Davis antrat. Nach einer Wiederwahl konnte er bis zum 3. März 1867 zwei Legislaturperioden im Kongress absolvieren. Diese waren bis 1865 von den Ereignissen des Bürgerkrieges geprägt. Seit 1865 war die Arbeit des Kongresses von den Spannungen zwischen den Republikanern und Präsident Andrew Johnson belastet. Während seiner Zeit als Kongressabgeordneter leitete Thayer den Ausschuss für private Landansprüche. Im Jahr 1866 verzichtete er auf eine weitere Kandidatur.
Nach dem Ende seiner Zeit im US-Repräsentantenhaus praktizierte er zunächst wieder als Anwalt. Von 1867 bis 1874 war er Bezirksrichter in Philadelphia und von 1874 bis 1896 Berufungsrichter, ebenfalls in Philadelphia. Im Jahr 1873 wurde er auch Mitglied im Leitungsgremium der Militärakademie in West Point. Außerdem befasste er sich mit literarischen Angelegenheiten. Er starb am 14. Oktober 1906 in Philadelphia.